# Усі проти одного
«Усі проти одного» («Visi prieš vieną») — радянський двосерійний детективний художній фільм 1986 року, знятий режисером Артуром Поздняковим на Литовській кіностудії.

## Сюжет
За мотивами роману Е. С. Гарднера «Адвокат Перрі Мейсон». Вбито крупного бізнесмена Мередіт Борден. Під підозру потрапляють двоє ні в чому не винних людей: дружина секретаря Бордена та його будівельний підрядник. Адвокат Джеррі Джексон бере їх під свій захист і чудово розуміє, що тепер почнеться полювання.

## У ролях
- Юозас Будрайтіс — Джеррі Джексон, адвокат
- Олегас Дітковскіс — Джордах Анслей, будівельний підрядник
- Віргінія Коханскіте — Делла Стріт, секретар Джексона
- Ірена Куксенайте — Дон Меннінг
- Мірдза Мартінсоне — Лоретта Хартер
- Улдіс Ваздікс — Майкл Трап, лейтенант поліції
- Вітаутас Паукште — Мередіт Борден, бізнесмен
- Адольфас Вечерскіс — Френк, секретар Бордена
- Еугенія Плешкіте — Беатріс Корнель
- Повілас Гайдіс — суддя
- Вітаутас Томкус — прокурор
- Арнас Росенас — містер Роджер
- Вітаутас Канцлеріс — Джаспер Хорн
- Ляонас Змірскас — Веселун
- Герардас Жальонас — фотограф
- Альгімантас Бружас — інспектор
- Саулюс Сіпаріс — епізод
- Альгімантас Мажуоліс — епізод
- Пятрас Степонавічюс — продавець зброї
- Сігітас Якубаускас — епізод
- Едуардас Паулюконіс — епізод

## Знімальна група
- Режисер — Артур Поздняков
- Сценарист — Альгімантас Кундяліс
- Оператор — Алоїзас Янчорас
- Композитор — В'ячеслав Ганелін
- Художники — Альгірдас Нічюс, Альгімантас Шюгжда